# Erik Strömgren
Erik Robert Volter Strömgren (ur. 28 listopada 1909 w Kopenhadze, zm. 15 marca 1993) – duński lekarz psychiatra.
Ukończył studia medyczne na Uniwersytecie Kopenhaskim w 1934 roku, w 1939 habilitował się. Od 1943 wykładał na Uniwersytecie w Aarhus (od 1945 jako profesor). Redaktor czasopisma „Acta Psychialrica Scandinavica” od 1953, autor podręcznika psychiatrii.